# Doumanovtsé
Doumanovtsé ou Dumanovce (en macédonien Думановце, en albanais Dumanoci) est un village du nord de la Macédoine du Nord, situé dans la municipalité de Lipkovo. Le village ne compte désormais plus d'habitants. Il est traditionnellement albanais.
Le village est situé sur la rive gauche de la Lipkovska, dont une partie est submergée par le lac de Glažnja . Il se trouve à une altitude de 580 m. 